# Курбатов, Георгий Львович
Гео́ргий Льво́вич Курба́тов (16 мая 1929, Ленинград — 6 февраля 2003, Санкт-Петербург) — советский и российский историк-медиевист, византинист. Доктор исторических наук, профессор исторического факультета СПбГУ. Лауреат Государственной премии России.

## Биография
Родился в семье геолога и врача, рано лишился родителей. Был эвакуирован из блокадного Ленинграда.
Окончил исторический факультет ЛГУ. На формирование его научных интересов большое влияние оказали Б. А. Романов, Н. В. Пигулевская, М. Е. Сергеенко и особенно М. В. Левченко, который стал его научным руководителем, когда студент Курбатов избрал темой своих исследований историю Византии. С 1955 года начинает преподавательскую деятельность на кафедре истории средних веков истфака ЛГУ. В 1956 году защитил кандидатскую диссертацию «Городские курии и сословие куриалов в ранней Византии (IV—VI вв.)». Защитив в 1966 году докторскую диссертацию «Ранневизантийский город (IV—VI вв.). Антиохия IV—VI вв. и основные проблемы внутреннего развития города», Г. Л. Курбатов стал одним из самых молодых докторов наук — историков.
С 1968 года — профессор. С 1970 по 1989 год был заведующим кафедрой истории средних веков.
Как один из авторов коллективной монографии «Культура Византии» (М., 1984—1991), в 1996 году был удостоен Государственной премии России за монографию «Культура Византии IV—XV веков» в трёх томах.

## Основные труды
- Византия в VI столетии : Популярный очерк. Л.: Учпедгиз, 1959. 136 с., 1 л. карт.
- Скандербег — народный герой Албании : Популярный очерк. Л.: Учпедгиз, 1961. 116 с.
- Ранневизантийский город : (Антиохия в IV в.). Л. : Изд-во Ленингр. ун-та, 1962. 286 с.
- В. Г. Васильевский и начало византиноведения в Петербургском университете // Проблемы отечественной и всеобщей истории. Л., 1969. С. 133—152.
- Основные проблемы внутреннего развития византийского города в IV—VII вв. : (Конец античного города в Византии). Л.: Изд-во Ленингр. ун-та, 1971. 220 с.
- История Византии : Историография. Л.: Изд-во Ленингр. ун-та, 1975. 256 с.
- Византия: проблемы перехода от античности к феодализму. Л. : ЛГУ, 1984. 97 с. В соавторстве с Г. Е. Лебедевой.
- История Византии : От античности к феодализму. М.: Высшая школа, 1984. 207 с.
- Христианство : Античность. Византия. Древняя Русь. Л.: Лениздат, 1988. 334 с. В соавторстве с Э. Д. Фроловым и И. Я. Фрояновым.
- Ранневизантийские портреты : К истории общественно-политической мысли. Л.: Изд-во ЛГУ, 1991. 270, [2] с. ISBN 5-288-00543-5.
- Традиции и новации в истории Византии в русской и зарубежной современной византинистике // Средневековая и новая Россия. Санкт-Петербург, 1996. С. 76—85.